# St. Laurentius (Nordheim am Main)

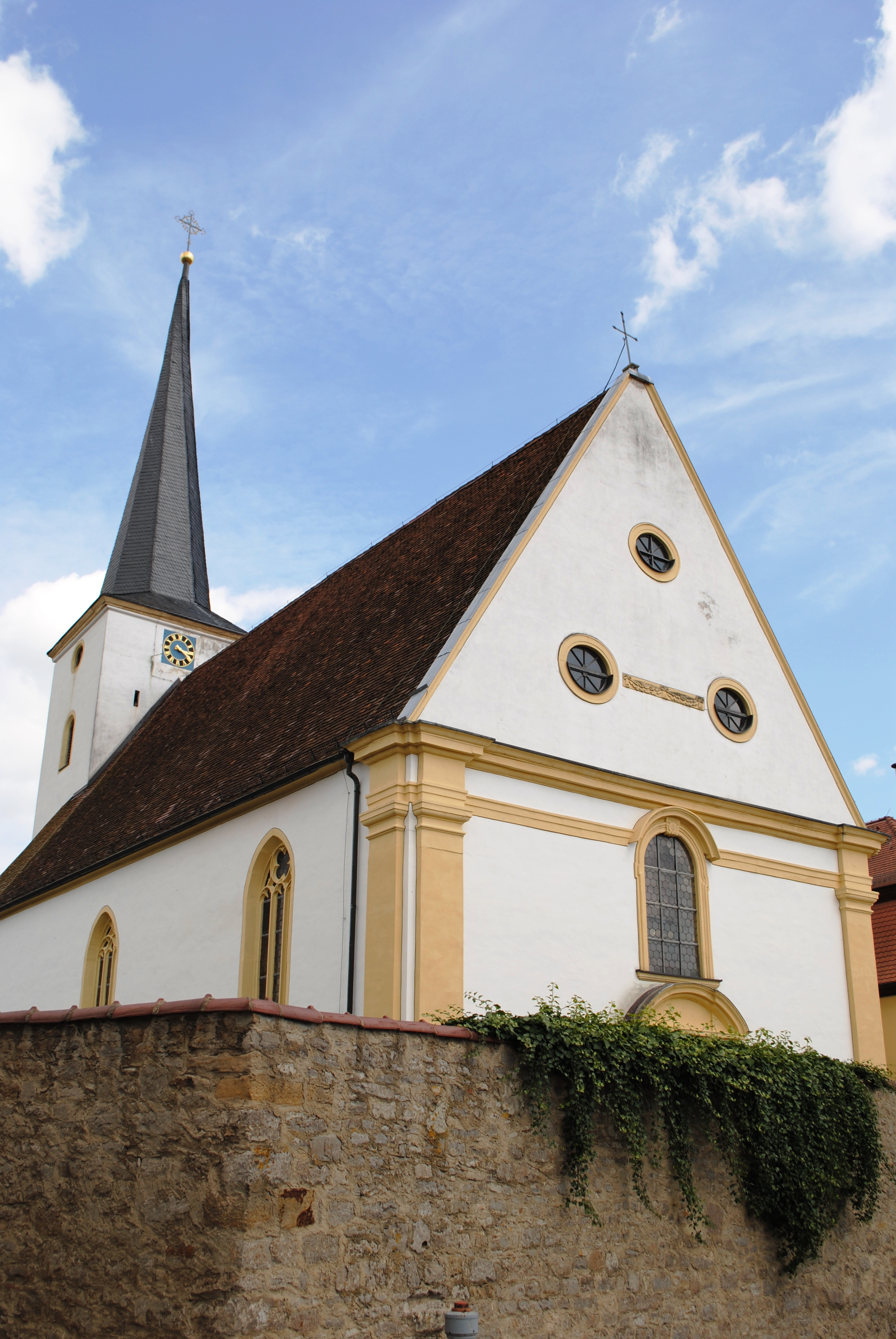
Die Kirche in Nordheim

Die St.-Laurentius-Kirche in Nordheim am Main ist die katholische Pfarrkirche des fränkischen Weinortes. Sie steht am Kirchplatz im Dorfkern und überragt das Maintal.

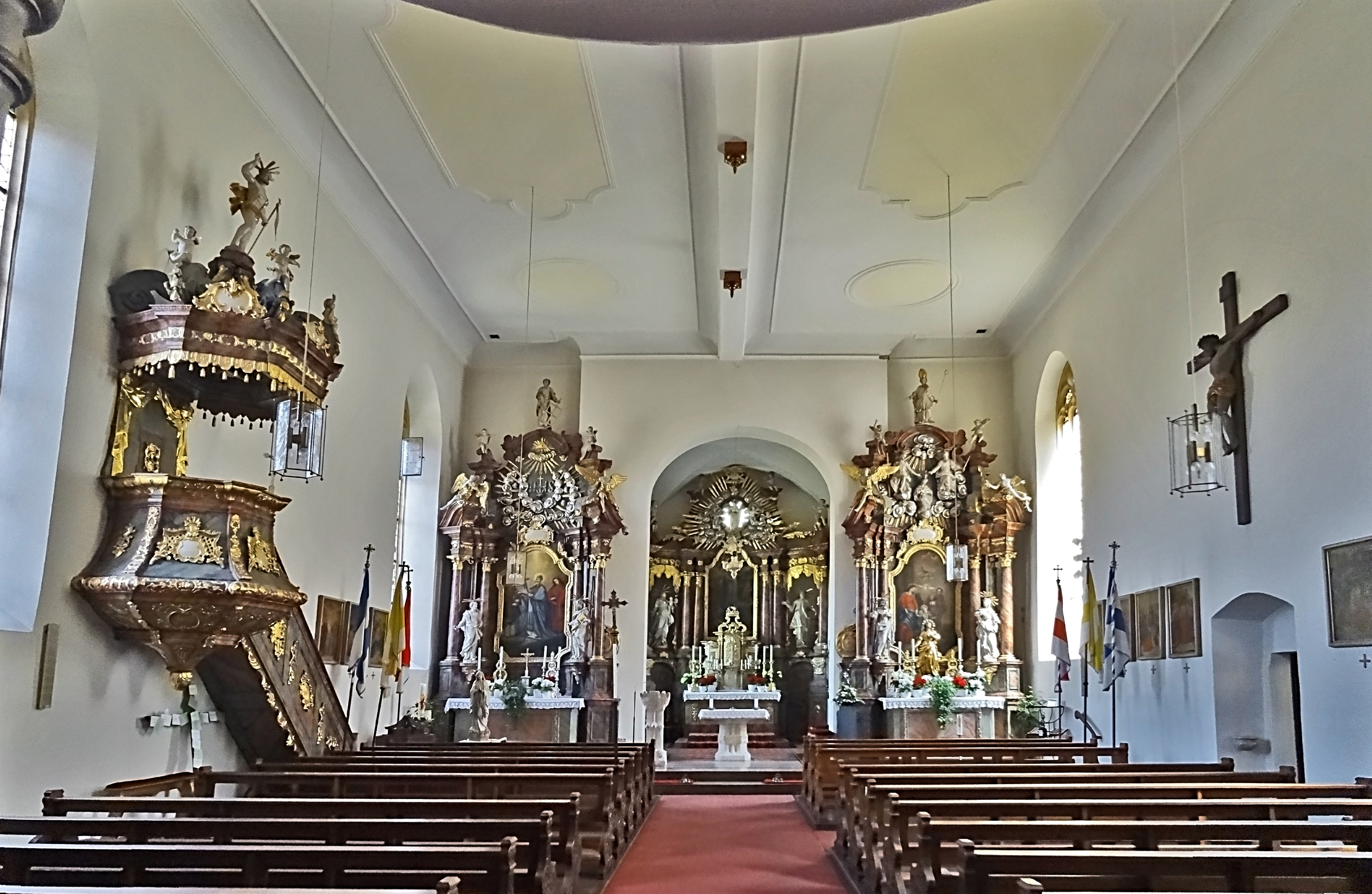
Innenansicht

## Geschichte
Die Geschichte der Laurentiuskirche ist eng mit der Ortsgeschichte verbunden. Erstmals erwähnt wurde Nordheim im Jahr 918 als Schenkung an das Kloster Münsterschwarzach. Damals gehörten die Bewohner zur Urpfarrei Gerlachshausen, die überall im Maintal begütert war. Durch die engen Beziehungen zum Benediktinerkloster in Schwarzach kam es im Jahr 1074 zum Bau einer kleinen Kapelle im Ort, die dem heiligen Michael geweiht war.
Lange Jahre blieb die Abhängigkeit von Gerlachshausen erhalten. Erst im 16. Jahrhundert wurde Nordheim mit einer eigenen Pfarrei aufgewertet. Zuvor, etwa im Jahr 1540, hatte man mit dem Bau eines eigenen Gotteshauses begonnen, das dem heiligen Laurentius gewidmet war. Die Kirche entsprach dem Stil der Gotik. Am 29. Juli 1598 wurde Nordheim eine eigene Pfarrstelle zuerkannt. Diese Aufwertung war vor allem durch die Gegenreformation des Würzburger Fürstbischofs Julius Echter von Mespelbrunn möglich geworden, der überall im Bistum katholische Kirchenbauten förderte.
Mit der Pfarreierhebung ging ein weiterer Ausbau des Kirchengebäudes einher. Unter anderem wurde dem Kirchturm der sogenannte Echter-Spitzhelm aufgesetzt. In den folgenden Jahrhunderten wurden weitere Veränderungen am Gebäude vorgenommen. Bedingt durch den Dreißigjährigen Krieg konnte im 17. Jahrhundert lediglich die Kirchendecke für 672 Gulden neu getäfelt werden. Hierfür zeichnete der Münsterschwarzacher Abt Johannes VI. Martin verantwortlich, dessen Kloster mittlerweile die Vogtei über das Dorf übernommen hatte.
Der fortschreitende Verfall des Gotteshauses machte im 18. Jahrhundert weitere Verbesserungen notwendig. In den 1730er Jahren veränderte man die Kirche umfassend. Der Turm wurde erhöht, was die Jahreszahl 1732 in seinem Gebälk belegt. Außerdem erhielt das Kirchengebäude eine neue Fassade. 1737 war der barocke Umbau abgeschlossen und man begann die Innenausstattung der Kirche zu ergänzen. In den folgenden Jahrhunderten wurde das Gebäude mehrmals renoviert. Das Bayerische Landesamt für Denkmalpflege ordnet die Kirche unter der Nummer D-6-75-155-15 als Baudenkmal ein.

## Architektur
Die Kirche greift die Formen der Spätgotik auf. Der sogenannte Echter-Spitzhelm ist achteckig und bekrönt den Turm. Unter ihm wird der Chor weitergeführt. Ein Satteldach schließt das Langhaus ab. Drei Spitzbogenfenster auf der Nordseite gliedern das Gebäude. Ein weiteres Fenster bringt Licht in den Chor. Im Süden führt ein äußerer Treppenaufgang zur Empore. Der Eingang mit einer Balustrade wird durch ein abgeschrägtes Pultdach geschützt.
Die Fassade weist im Giebel drei Ochsenaugen auf, die beiden unteren sind mit einer Girlande verbunden. Darunter schließt sich ein Rundbogenfenster an. Darüber sind die Jahreszahl 1737 und ein Feuerrost des Patrons Laurentius angebracht. Ein Fries über dem Hauptportal trägt die Inschrift „DOMINE DILEXI DECOREM DOMVS TVAE ET LOCVM HABITATIONIS GLORIAE TVAE PS“ (Herr, ich liebe den Ort wo dein Tempel steht, die Stätte, wo deine Herrlichkeit wohnt).
Das Langhaus ist mit einer Flachdecke ausgestattet, die ein Gesims umläuft. Die Decke enthält mehrere Fresken in Rund- und Kleeblattform. Der Chor besitzt ein Rippenkreuzgewölbe. Durch das südliche Portal betritt man einen Vorraum mit Kreuzgewölbe.

## Ausstattung

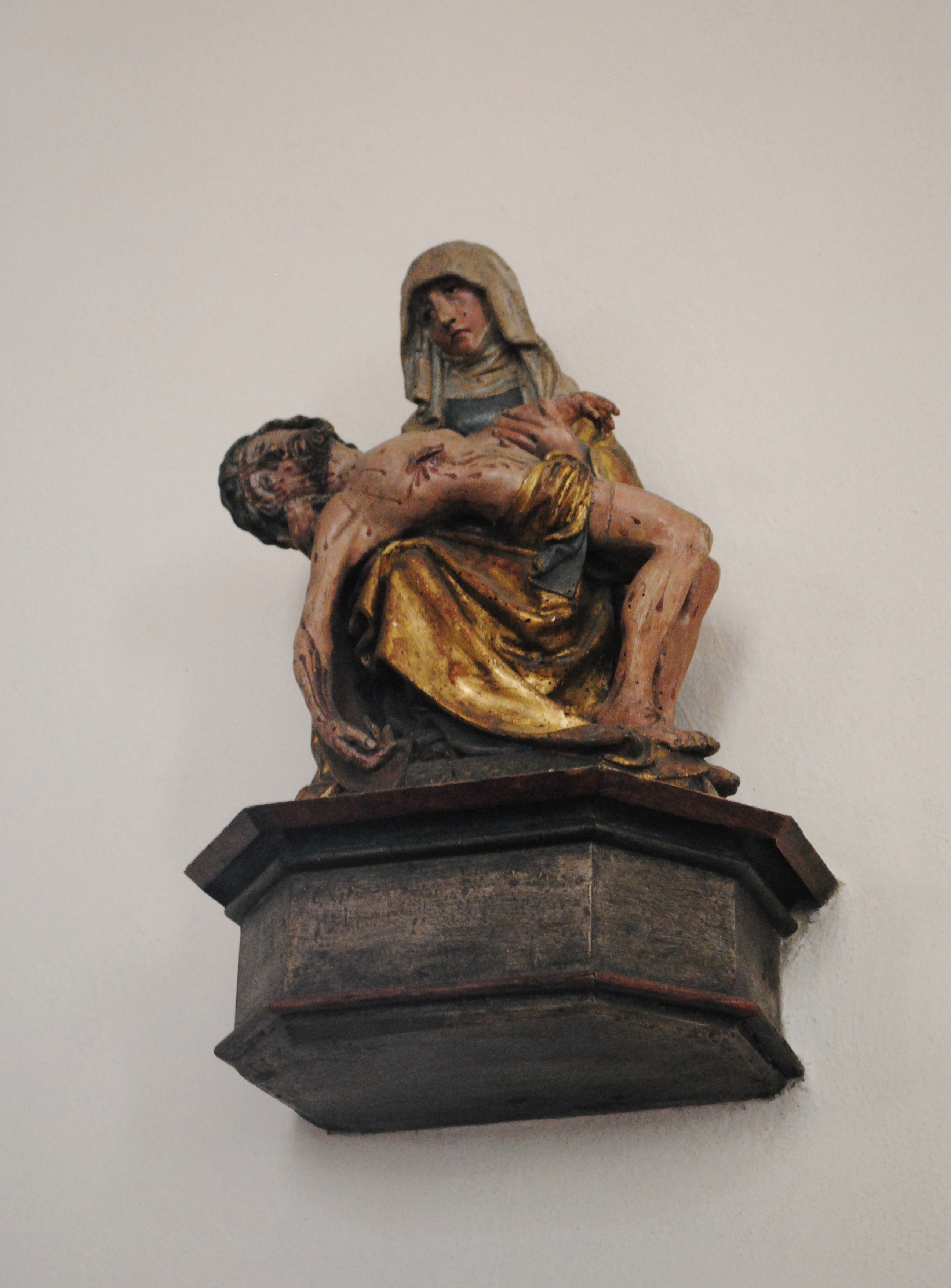
Die Pietà im Kircheninneren

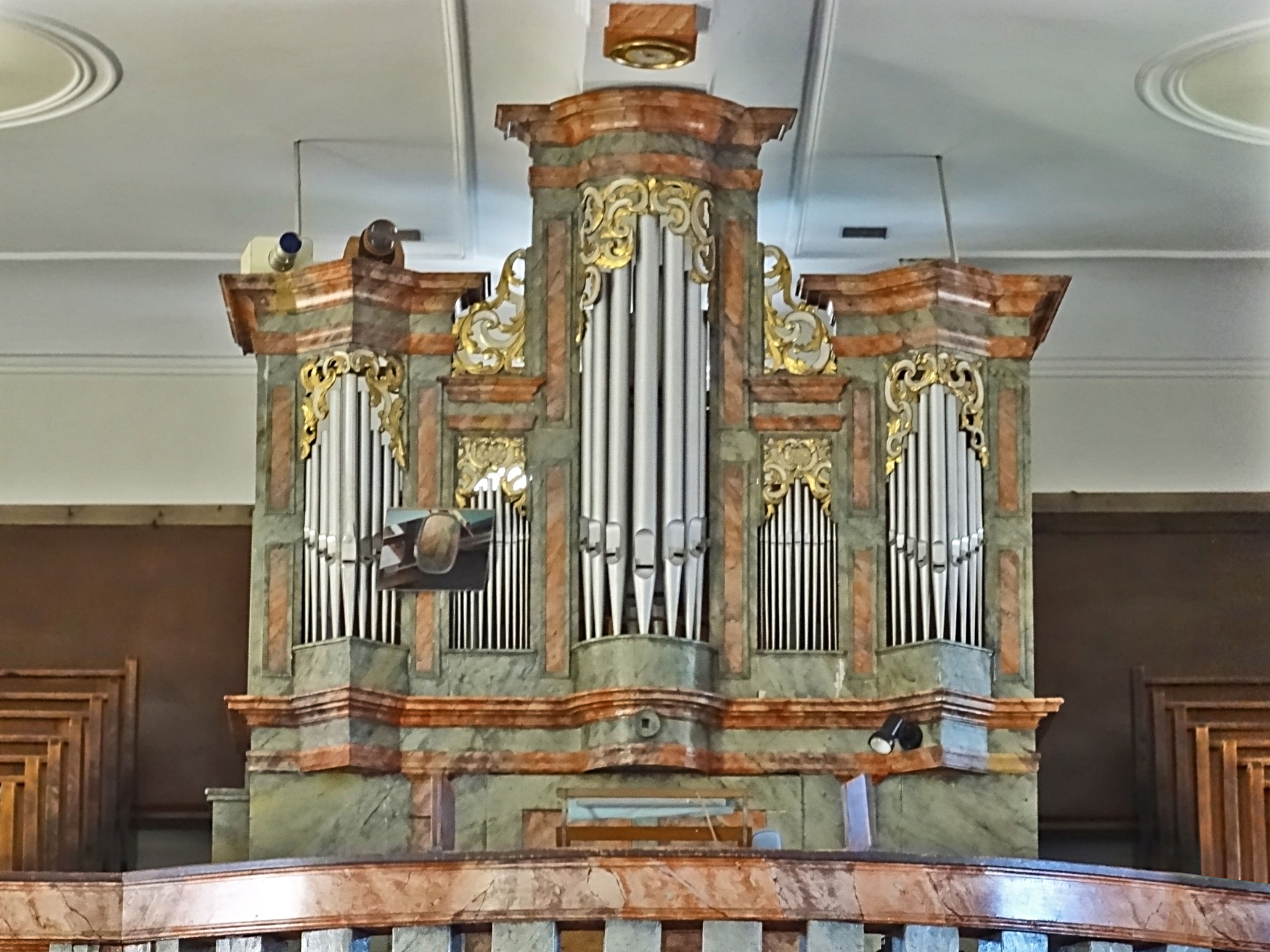
Die Orgel

Die Kirche besitzt drei Altäre. Der um 1720 gefertigte Hochaltar mit sechs Säulen füllt die Rückwand des Chores aus. Das Altarbild entstand um 1955 durch den Künstler Josef Wolf und stellt die Ortsheilige Agatha dar, die links von Josef mit dem Kind und rechts vom heiligen Laurentius flankiert wird. Der Auszug zeigt die heilige Agatha mit einem Palmzweig in der Hand.
Die Seitenaltäre werden von je vier Säulen gestützt. Auf dem Altarblatt des rechten Altars ist die Heilige Familie dargestellt. Die Statuen der Eltern Marias, Anna und Joachim, begrenzen den Aufbau, im Aufzug ist die Krönung Marias zu sehen. Darüber erhebt sich eine Kilianstatue. In der Mitte des linken Altars ist Kilian mit den Gefährten Kolonat und Totnan dargestellt. Petrus und Paulus stehen daneben. Der heilige Laurentius bekrönt den Altar.
Den mit Voluten und Putten verzierten Schalldeckel der um 1750 entstandenen Kanzel schließt der auferstandene Christus ab. Vierzehn Kreuzwegstationen des Nazarenerstils schmücken die Wände. In der Kirche werden auch mehrere ältere Kunstwerke aufbewahrt. Eine Pietà aus Holz stammt aus dem Jahr 1510. Die Büsten der Heiligen Wolfgang und Urban stammen ebenfalls aus dem 16. Jahrhundert.
Über dem Seiteneingang hängt ein Kruzifix. Der Ambo von 1978 ist mit Symbolen der Evangelisten verziert. Die Orgel auf der Empore hat ein reich verziertes Gehäuse aus dem 18. Jahrhundert. Der Taufstein ist mit einem lateinischen Spruch umschrieben.

## Umgebung
Die lebensgroßen Figuren der Ölbergszene an der südlichen Wand der Kirche entstanden im Jahr 1707. Im Kirchhof wurde im 18. Jahrhundert eine Pietà aus Stein aufgerichtet. Ein Friedhofskruzifix, im Jahr 1859 von Franz Peter Knoblach gestiftet, ist in die gleiche Zeit einzuordnen. Die Kirchhofummauerung schließt einen kleinen Friedhof ein.